# Louis Ammy Blanc
Cet article possède un paronyme, voir Louis Blanc (homonymie).
Pour les articles homonymes, voir Blanc (homonymie).
Louis Ammy Blanc (né le 9 août 1810 à Berlin et mort le 7 avril 1885 à Düsseldorf) est un peintre et architecte prussien.

## Biographie

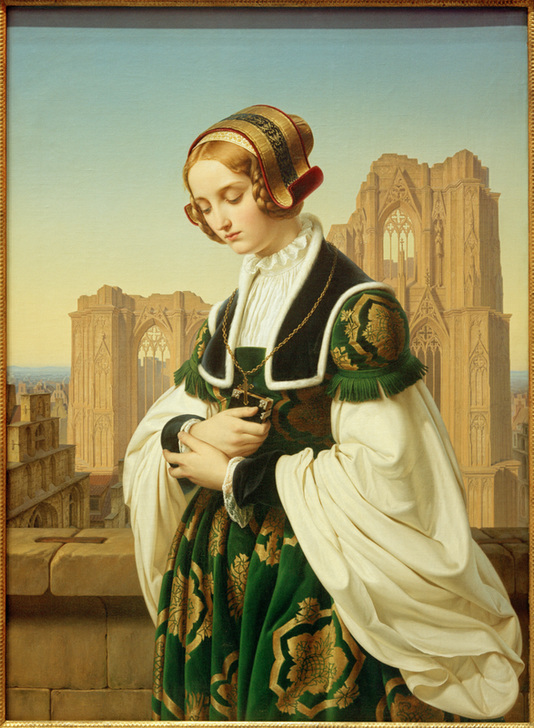
Die Kirchgängerin.

Blanc suit une formation de peintre à l'Académie des arts de Berlin à partir de 1829 et va à Düsseldorf en 1833, où il devient un élève de Julius Hübner et ouvre ensuite son propre atelier.
En plus des portraits, Blanc peint des scènes de genre, ce qui est populaire lors de la période Biedermeier. Son tableau Die Kirchgängerin, qui existe en plusieurs versions et montre Gertraud Küntzel, 24 ans (1809-1834), devant la cathédrale de Cologne, encore inachevée à l'époque, est copié sur des estampes et des objets (par exemple des tasses à café). Gertraud Küntzel est la fille du propriétaire d'usine et hôtelier Johann Wilhelm Breidenbach (1764–1837). Elle meurt d'une fièvre puerpérale un an après.
Blanc est également architecte et conçoit le bâtiment de la société pour l'association d'artistes de Düsseldorf Malkasten.